# Siffra
En siffra (från arabiskans as-sifr) är ett skrivtecken, en symbol som används för att beteckna tal. I svenska och i andra västerländska språk används de så kallade arabiska siffrorna, som från Indien via araberna spreds till Europa.

## Arabiska siffror
Arabiska siffror är de talsymboler som används mest internationellt och i bland annat svenskan (0, 1, 2, 3, 4, 5, 6, 7, 8, 9). De arabiska siffrorna har sitt ursprung i Indien där de tillkom ca 400 f Kr. Från det arabiska väldet spreds så siffrorna på medeltiden till Europa, där de så småningom fick sitt nuvarande utseende och varifrån de slutligen spreds över stora delar av världen.

## Babyloniska siffror

De babyloniska siffrorna.

Babylonierna, som var kända för sina astrologiska observationer och beräkningar (som hjälptes av deras uppfinning, abakus), använde ett sexagesimalt talsystem (bas 60) som de ärvde från den sumeriska och den akkadiska civilisationen. Babylonierna införde ett positionellt system, men saknade siffra för talet noll.

## Egyptiska siffror
Egyptierna använde hieroglyfer för att skriva och senare utvecklades dessa till tal och detta var redan före 3000 f.Kr. En bild av en pinne betydde ett, en hov var 10, en spiral var 100, en lotusblomma var 1000, faraos stav var 10000, ett grodyngel var 100000 och symbolen för 1000000 var en känsla, en knäböjande man med armarna upp i luften.[källa behövs]

## Kinesiska siffror
Förut i Kina använde man räknestavar. Man hade Hengstavar och Tsungstavar. Fram till nummer fem är Heng och Tsung rätt lika förutom att Heng är stående stavar och tsung är liggande. Även sex till nio är rätt lika förutom det att man har vänt på dem. Heng representerade ental, hundratal, tiotusental etc., medan Tsung representerade tiotal, tusental, hundratusental etc. Skriver man ett årtal ex. 1482, skrivs 4 och 2 i Heng och 1 samt 8 skrivs i Tsung.

## Mayakulturens siffror
Mayakulturen använde tidigt ett avancerat talsystem med bland annat positionssystem (bas 20) och nolla.
Dock kunde deras positionssystem inte utvecklas då mayafolkets matematiker gjorde ett misstag. Istället för att använda 400 i sitt positionssystem så användes 360. Men maya var en av de kulturer som faktiskt använt en nolla (annat exempel: Babylonierna).

## Grekiska siffror
Under slutet av den grekisk bronsåldern, cirka 1400-1200 f.Kr, användes ett siffersystem för linear B. Samma system hade tidigare använts i den minoiska kulturen med linear A.
Det attiska talbeteckningssystemet kom i bruk på 800-talet f.Kr. Det använde särskilda symboler för talen 1, 5, 10, 100, 1 000 och 10 000. Genom att kombinera dessa både additativt och multiplikativt kunde man bilda övriga tal.
I det joniska talbeteckningssystemet användes alla 24 bokstäver ur det grekiska alfabetet plus tre extra äldre bokstäver för att beteckna tal. Systemet skapades på 500-talet f.Kr. men togs i allmänt bruk först på 100-talet f.Kr.. De första nio symbolerna fick beteckna talen 1-9, nästa nio betecknade tiotalen 10-90 och de sista nio hundratalen 100-900. Talen bildades sedan additativt utifrån dessa symboler. Ett komma framför någon av de nio första symbolerna betydde att talet skulle multipliceras med 1 000. På detta sätt kunde man beteckna alla tal mellan 1 och 9 999 med endast maximalt fyra bokstäver. För 10 000 användes bokstaven M som var begynnelsebokstaven i det grekiska ordet myrios som betyder ”oräknelig”. Större tal skrevs multiplikativt med myriaden. En variant av detta system används än idag, ungefär på samma sätt som svenskar använder romerska siffror.

## Romerska siffror
Ett annat välkänt siffersystem är de romerska siffrorna: I, V, X, L, C, D, M (1, 5, 10, 50, 100, 500, 1000). Vissa bokstäver i det latinska alfabetet får alltså även tjäna som siffror.

## Tabell
| Arabiska | Indo-Arabiska | Romerska | Grekiska     | Egyptiska | Babylonska | Kinesiska | Mayanska |
| -------- | ------------- | -------- | ------------ | --------- | ---------- | --------- | -------- |
| 0        | ٠             |          |              | 𓄤         |            | 零        |          |
| 1        | ١             | I        | Α' (alfa)    |           |            | 一        |          |
| 2        | ٢             | II       | Β' (beta)    |           |            | 二        |          |
| 3        | ٣             | III      | Γ' (gamma)   |           |            | 三        |          |
| 4        | ٤             | IV       | Δ' (delta)   |           |            | 四        |          |
| 5        | ٥             | V        | Ε' (epsilon) |           |            | 五        |          |
| 6        | ٦             | VI       | Ϝ' (digamma) |           |            | 六        |          |
| 7        | ٧             | VII      | Ζ' (zeta)    |           |            | 七        |          |
| 8        | ٨             | VIII     | Η' (eta)     |           |            | 八        |          |
| 9        | ٩             | IX       | Θ' (theta)   |           |            | 九        |          |
| 10       | ١٠            | X        | Ι'           |           |            | 十        |          |